# カルロス・サンチェス・アギアル
カルロス・サンチェス・アギアル（Carlos Sánchez Aguiar、1957年11月28日 - ）は、スペイン・マドリード出身のサッカー指導者。

## クラブ経歴
マドリードに生まれ、CDトレドの監督を務めていたゴンサロ・ウルタドのアシスタントコーチとして指導者キャリアをスタートさせた。
1997年6月14日、アトレティコ・マドリードBの監督に就任した。1999年2月15日、UEFAカップ敗退の責任を取って辞任したアリゴ・サッキの後任としてアトレティコ・マドリードの暫定監督に就任した。
2000年12月2日、降格争いをしていたウニベルシダ・デ・ラス・パルマスCFの監督に招聘されたが、クラブを降格から救えず、シーズン終了後に退団した。
2001年11月、セグンダのCDレガネスの指揮を執ることになった。しかし、ここでも結果を残せず、クラブがリーグ戦3連敗を喫した後、解任された。
2004年12月1日、UDラス・パルマスの監督に就任。シーズン終了後に自ら退団したが、2006年に復帰。しかし復帰後今度は成績不振で解任された。
2007年には古巣CDトレドに監督として戻った。2008年にクラブから去った。2014年11月27日、アトレティコ・マドリードBに復帰。
2018年からはイスラエルにて若手の育成を行っている。